# Liborius Meyer
Liborius Meyer (* in Lübeck; † nach 1500) war ein deutscher Rechtswissenschaftler, Ratssekretär der Hansestadt Lübeck und Hochschullehrer in Köln und Rostock.

## Leben
Liborius Meyer stammte aus Lübeck und studierte seit 1464 an der alten Universität Köln Rechtswissenschaften, seit 1465 als von Lübeck benannter Stipendiat im Kolleg der Dwergschen Stiftung. Um 1472 urkundete er als Notar in Köln. Ab Michaelis 1475 war er als Magister etwa ein Jahr lang Ratssekretär der Hansestadt Lübeck. Nachdem er in Köln 1476 Lizentiat beider Rechte geworden war, lehrte er 1476/1477 als Professor der Rechtswissenschaften an der alten Universität Köln. 1478 wurde er erstmals Rektor der Universität Rostock. Er promovierte 1486 zum Dr. beider Rechte und blieb zeitlebens in Rostock, wo er 1497/1498 ein letztes Mal Rektor war. Nach 1500 soll er die Kurie in Rom besucht haben, weil er sich mit der Universität wohl überworfen hatte und diese verklagen wollte. Todesort und Sterbedatum sind nicht überliefert.
Sein Bruder Johannes Liborius promovierte an der Universität Rostock zum Magister und wurde Kanoniker im Kloster Bordesholm.